# Alvernia-Rodano-Alpi

Logo

L'Alvernia-Rodano-Alpi (in francese Auvergne-Rhône-Alpes /oˈvɛʁɲ ʁoˈnalp/, in occitano Auvèrnhe Ròse Aups, in francoprovenzale Ôvèrgne-Rôno-Arpes) è una regione amministrativa francese.
È stata istituita a decorrere dal 1º gennaio 2016, accorpando le regioni di Alvernia e Rodano-Alpi; con la fusione prese il nome provvisorio di Auvergne-Rhône-Alpes, divenuto poi definitivo il 30 settembre 2016. È suddivisa in dodici dipartimenti più la metropoli del suo capoluogo, Lione, con altre città principali della regione che sono Saint-Étienne, Grenoble, Villeurbanne, Clermont-Ferrand e Annecy.
Composta da 13 dipartimenti: Ain (01), Allier (03), Ardèche (07), Cantal (15), Drôme (26), Isère (38), Loira (42), Alta Loira (43), Puy-de-Dôme (63), Rodano (69), Savoia (73) e Alta Savoia (74), sono inclusi nella regione 242 cantoni e 4189 comuni ed è la seconda regione francese per importanza in termini di PIL.

## Economia
Alvernia-Rodano-Alpi è una regione economicamente ricca e moderna, la seconda in Francia per contributo al prodotto interno lordo, anche se rimane molto indietro rispetto alla regione di Parigi. La regione è considerata una delle quattro locomotive economiche dell'Unione europea insieme a Baden-Württemberg, Catalogna e Lombardia.

### Settori di attività

#### Turismo
Situato nell'estremo entroterra della Costa Azzurra, alle frontiere della Svizzera e dell'Italia, Rhône-Alpes si trova al crocevia dell'Europa, con i suoi due aeroporti internazionali, Lione e Ginevra, eccellenti collegamenti ferroviari e un'ampia rete autostradale.
Ricco di otto parchi naturali e di siti unici come il Monte Bianco e le Gole dell'Ardèche, Rhône-Alpes offre paesaggi molto vari: montagne, vigneti e dolci vallate, campi di lavanda, di girasole e oliveti.

### Principali imprese
Principali imprese con sede in Alvernia Rodano Alpi:
| Nome           | Logo | Sede             | Attività principale              | Fatturato         |
| -------------- | ---- | ---------------- | -------------------------------- | ----------------- |
| Groupe Casino  |      | Saint-Étienne    | Grande distribuzione organizzata | 37,8 mld € (2017) |
| Michelin       |      | Clermont-Ferrand | Pneumatico                       | 21,9 mld € (2017) |
| Adecco France  |      | Villeurbanne     | Lavoro temporaneo                |                   |
| Renault Trucks |      | Saint-Priest     | Industria automobilistica        |                   |

## Infrastrutture e trasporti

### Strade
Ci sono le autostrade A6, A7, A40, A42, A43, A46, A47, A48, A49, A51, A71, A72, A75, A89, A410, A430, A432, A450 e A719

### Principali stazioni ferroviarie
- Stazione di Lione-Part-Dieu situata in centro di Lione che è la stazione più trafficata della regione
- Stazione di Lione-Perrache che si trova anche nel centro di Lione
- Stazione di Saint-Étienne-Châteaucreux situata al sud-ovest di Lione
- Stazione di Grenoble situata al nord della città
- Stazione Valence TGV situata nella valle del Rodano
- Stazione di Bourg-Saint-Maurice nel cuore delle Alpi
- Stazione di Annecy
- Stazione di Chambéry - Challes-les-Eaux

### Principali aeroporti
L'aeroporto principale della regione è Lyon Saint-Exupéry, che è il quarto maggiore per passeggeri in Francia (10 280 192 - dati 2017) dopo Parigi Charles-de-Gaulle (69 471 442), Paris-Orly (32 042 475) e Nizza (13 304 782).
Gli altri tre aeroporti della regione (Clermont-Ferrand, Grenoble e Chambéry) sono molto più piccoli e servono principalmente destinazioni nazionali.
| Città            | Nome dell'aeroporto                             | IATA | ICAO | numero annuale di passeggeri (2017) |
| ---------------- | ----------------------------------------------- | ---- | ---- | ----------------------------------- |
| Lione            | Aeroporto internazionale di Lione Saint-Exupéry | LYS  | LFLL | 10 280 192                          |
| Clermont-Ferrand | Aeroporto di Clermont-Ferrand Auvergne          | CFE  | LFLC | 396 323                             |
| Grenoble         | Aeroporto di Grenoble-Isère                     | GNB  | LFLS | 345 128                             |
| Chambéry         | Aeroporto di Chambéry-Savoia                    | CMF  | LFLB | 186 376                             |

Una parte significativa degli abitanti della regione, principalmente nei dipartimenti di Ain, della Savoia e dell'Alta Savoia, utilizzano anche l'aeroporto di Ginevra, situato al confine tra Svizzera e Francia.